# Esenbeckia gertschi
Esenbeckia gertschi är en tvåvingeart som beskrevs av Philip 1954. Esenbeckia gertschi ingår i släktet Esenbeckia och familjen bromsar. Inga underarter finns listade i Catalogue of Life.